# De Puta Madre 69
De Puta Madre 69 ist eine Modemarke, die 1991 von Ilan Fernández Uzzan gegründet wurde.

## Geschichte
Der in Kolumbien aufgewachsene Fernández begründete das Label 1991 in einem spanischen Gefängnis, als er als Waffenschieber und Rauschgiftdealer in Barcelona festgenommen worden war. Reue empfindend und um seinen Gefühlen freien Lauf zu lassen, hatte er begonnen, Slogans und Wörter mit Filzstift auf T-Shirts zu schreiben. Nach seiner Entlassung aus dem Gefängnis machte er aus seinen Ideen und Gedanken ein Produkt, es entstand das Label De Puta Madre 69. Vermarktet wurde das Label von Uzzans Unternehmen IFU Srl mit Sitz in Rom. Eine europaweite Eintragung der Wortmarke De Puta Madre unter anderem für Ledererzeugnisse lief 2016 aus, der mittlerweile in Israel lebende Uzzan hält jedoch weiterhin die Rechte an der Wortmarke für Kleidung, Schuhe und Kopfbedeckung (Klasse 25) sowie weitere Produktklassen. 2019 versuchte Gaetano Russo, die Wort-Bildmarke De Puta Madre 69 ebenfalls für Klasse 25 in das Europäische Markenverzeichnis eintragen zu lassen. Nachdem Uzzans Widerspruch stattgegeben wurde, konnte Russo 2021 die Marke De Puta Madre 69 nur für „Teile von Kopfbedeckungen“ eintragen lassen.
Steven Spielberg habe nach Angaben mehrerer spanischer Tageszeitungen 2007 Interesse bekundet, Uzzans Karriere zu verfilmen. Die Filmpläne wurden aber nicht umgesetzt. Nach anderen Angaben sollte sein Leben von Gabriele Muccino mit Javier Bardem in der Hauptrolle verfilmt werden.
Von Carlitos Nair Menem, dem Sohn von Carlos Menem, wurde 2014 ein nach der Modemarke benannter Energydrink in Argentinien vorgestellt.

## Markenname
Bei „de Puta Madre“, wörtlich übersetzt „von der Hurenmutter“, sinngemäß übersetzt „geil, super“, handelt es sich um einen zumeist positiv gebrauchten spanischen Kraftausdruck. Laut Website des Modeunternehmens steht der Ausdruck für „Ich fühle mich wohl“ oder „Ich fühle mich großartig“.